# Jacques Ickx
Pour les articles homonymes, voir Jacky Ickx et Ickx.

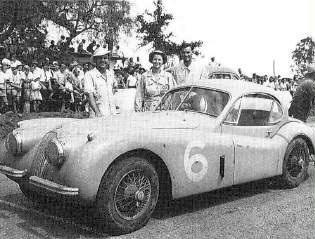
Il remporte le rallye Liège-Rome-Liège sur une Jaguar XK120 similaire à celle-ci.

Jacques Ickx, né en 1910, mort en 1978, est un pilote belge de sports mécaniques, journaliste, et historien de l'automobile.
Il introduit le motocross en Belgique, remporte plusieurs compétitions motocyclistes et automobiles. Champion de Belgique en motocross, il remporte aussi le rallye Liège-Rome-Liège et reçoit le Trophée national du Mérite sportif.
Il est aussi journaliste sportif, fondateur du Moniteur automobile, et historien de l'automobile.

## Biographie
Jacques Ickx naît à Courtrai en Belgique le 22 février 1910. Il intègre l'université catholique de Louvain pour devenir ingénieur ; pendant ses études, il commence à écrire pour La Gazette. C'est au journal Les Sports qu'il commence en 1933 sa carrière de journaliste professionnel, spécialisé dans les sports mécaniques.
Il fait connaître le motocross en Belgique, en donnant de sa personne : membre du « Motor Union Louvaniste », il enthousiasme facilement les autres membres ; il réussit ensuite à convaincre la fédération motocycliste de Belgique, non sans mal.
Comme concurrent, il bénéficie d'une 500 cm3 de Gillet. Il remporte le motocross « la Brabançonne » en 1934 et 1935. Il gagne en 1939 le premier championnat de Belgique de motocross,.
Passé ensuite au sport automobile, il remporte les 24 heures de Schaerbeek, puis gagne le rallye Liège-Rome-Liège en 1951, associé à Johnny Claes sur Jaguar XK120. La même année, il reçoit avec Johnny Claes le Trophée national du Mérite sportif récompensant le meilleur sportif belge de l'année.
Comme journaliste, Jacques Ickx est novateur en dictant ses textes par téléphone depuis le lieu de l'événement, dès 1939. Il  écrit notamment dans Les Sports. Il est aussi le cofondateur en 1950 du journal spécialisé Le Moniteur automobile.
Il est réputé aussi comme historien de l'automobile. Son histoire en deux volumes, Ainsi naquit l'automobile, publié en 1961, reçoit le Pemberton Memorial Trophy, attribué par la Guild of Motoring Writers regroupant les meilleurs journalistes britanniques et internationaux sur l'automobile.
Il est le père des pilotes Jacky Ickx et Pascal Ickx.

## Distinctions
- Trophée national du Mérite sportif avec Johnny Claes (1951)[11]

## Ouvrages
- La 2CV et moi, au revoir vacances !, Paris, 1955, 30 pages.
- Ainsi naquit l'automobile, 2 volumes, Lausanne, Edita, 1961 ; rééd. 1971 ; rééd. Lausanne, Édita, 1986, 244 pages.
- (it) Grandi pilori di ieri, Milano, ACI, 1967.